# Абасири (станция)
Станция Абасири (яп. 網走駅 абасири эки) — железнодорожная станция в японском городе Абасири, обслуживаемая компанией JR Hokkaido.

## История
Станция Абасири была открыта 5 октября 1912 года. С приватизацией JNR она перешла под контроль JR Hokkaido.

## Линии
- JR Hokkaido
  - Главная линия Сэкихоку
  - Главная линия Сэнмо 釧網本線